# صامصة
الصامصة هي حلوى مُثلثة الشكل محشية باللوز ومغلفة بالعسل، تنتمي إلى المطبخين الجزائري والتونسي، وتُحضَّر خاصةً في عيد الفطر. وتُستهلك في كلٍّ من الجزائر وتونس.

## نبذة
عجينة الصامصة في الجزائر، وخاصة في العاصمة، تشبه إلى حد كبير عجينة الجريوش. أما في بعض المناطق الأخرى من البلاد، مثل قسنطينة، وعنابة، ووهران، فعادةً ما تُحضَّر الصامصة باستخدام أوراق البريك بدلاً من العجينة التقليدية.
بعد قلي الصامصة، تُغمس في شراب محلّى مُحضّر من العسل وماء زهر البرتقال، ثم تُزين برشّة من بذور السمسم.

## الملاحظات والمراجع
1. 1 2  Bouayed، Fatima-Zohra (1981). Le livre de la cuisine d'Algérie. SNED. ص. 378. ISBN:2201016488.
2. ↑  Annie Hubert-Baré, Le Pain et l'Olive. Aspects de l'alimentation en Tunisie, éd. Centre national de la recherche scientifique, Paris, 1984, ص. 116
.
3. ↑   بي دي إف  Marin Wagda, « Bricks en vrac à l'ouest d'Ithaque », Hommes et Migrations, no 1252, novembre-décembre 2004, p. 111[وصلة مكسورة].